# Ernst Stankovski
Ernst Stankovski (Wenen, 16 juni 1928 – Klosterneuburg, 26 januari 2022) was een Oostenrijkse acteur, cabaretier, regisseur, chansonnier en quizmaster.

## Carrière

### Als acteur
Na een acteursopleiding aan het gerenommeerde Max Reinhardt-seminarie in Wenen was Stankovski vier jaar lang lid van het gezelschap van het Theater in der Josefstadt. Daarna volgden verbintenissen bij het Düsseldorfer Schauspielhaus, het Theater des Westens in Berlijn, het Theater an der Wien en het Wiener Volkstheater en Burgtheater. Hij werkte onder andere met Fritz Kortner, Axel Corti en Peter Zadek. Naast zijn werkzaamheden bij het theater was hij ook succesvol als cabaretier, chansonnier en filmacteur. Bovendien kregen zijn vertalingen en bewerkingen van Molière en François Villon aandacht.

### Als quizmaster
Van maart 1969 tot november 1977 presenteerde hij met Monica Strauch eenmaal per maand het quizprogramma Erkennen Sie die Melodie? bij het ZDF. Ook bij de ORF werd de reeks uitgezonden. De programma's duurden eerst 60 minuten, daarna 45 minuten. De kandidaten moesten opera's, operettes en musicals raden, die in verkeerde decoraties en kostuums voorgesteld werden. Vele artiesten van naam traden op in de afzonderlijke afleveringen.

## Privéleven en overlijden
Stankovski was in zijn eerste huwelijk getrouwd met de actrice Ida Krottendorf (1927-1998) en is sinds 1961 getrouwd met de danseres Anna Luise Schubert. Uit dit huwelijk werd zijn zoon Alexander (geb. 1968) geboren, die als componist werkzaam is. Hij overleed op 26 januari 2022 op 93-jarige leeftijd in Klosterneuburg.

## Onderscheidingen
In 1975 werd hij met de Deutsche Kleinkunstprijs in de categorie Kleinkunst onderscheiden, in 1982 kreeg hij de Großen Hersfeld-prijs.

## Filmografie
- 1949: Liebe Freundin
- 1951: Das Herz einer Frau
- 1951: Verklungenes Wien
- 1952: 1. April 2000
- 1952: Abenteuer im Schloss
- 1953: Einmal keine Sorgen haben
- 1954: Meines Vaters Pferde I. Teil Lena und Nicoline
- 1954: Meines Vaters Pferde II. Teil Seine dritte Frau
- 1954: Dieses Lied bleibt bei dir
- 1955: André und Ursula
- 1957: Frühling in Berlin
- 1958: Blätter im Winde (tv-film)
- 1958: Der Greifer
- 1958: Liebelei (tv-film)
- 1958: Ein weißer Elefant (tv-film)
- 1958: Ein Mann, der seinen Namen änderte (tv-film)
- 1958: Wenn die Conny mit dem Peter
- 1958: Scala – total verrückt
- 1960: Sie schreiben mit (tv-serie)
- 1960: Am grünen Strand der Spree (meerdelige tv-serie)
- 1960: Scheidungsgrund: Liebe
- 1960: Der brave Soldat Schwejk
- 1960: Hauptmann, deine Sterne
- 1960: Wenn die Heide blüht
- 1961: Bridge mit Onkel Tom (tv-film)
- 1961: Das Land des Lächelns (tv-film)
- 1961: Kauf Dir einen bunten Luftballon
- 1962: Leutnant Gustl (tv-film)
- 1962: Der 42. Himmel (Krach im Standesamt)
- 1962: Bubusch (tv-film)
- 1962: Theorie und Praxis (tv-film)
- 1963: Die Grotte (tv-film)
- 1964: Die Brücke von Estaban (tv-film)
- 1965: Das Kriminalmuseum – Das Feuerzeug  (tv-serie)

- 1966: Kostenpflichtig zum Tode verurteilt (tv-film)
- 1966: Towarisch (tv-film)
- 1966: Wechselkurs der Liebe (tv-film)
- 1967: Oberst Chabert (tv-film)
- 1967: Mein Freund Harvey
- 1968: Tragödie auf der Jagd (tv-film)
- 1968: Bombenwalzer (tv-film)
- 1969: Der Vetter Basilio (2-delige tv-serie)
- 1969: Alle Kätzchen naschen gern
- 1969: Hilfe, ich liebe Zwillinge!
- 1970: Zwei ganze Tage (tv-film)
- 1971: Auf der grünen Wiese
- 1971: Der Opernball (tv-film)
- 1971: Glückspilze (tv-film)
- 1971: Der Kapitän
- 1972: Geliebtes Scheusal (tv-film)
- 1972: Der Kommissar – Überlegungen eines Mörders (tv-serie)
- 1972: Die Lümmel von der ersten Bank: Betragen ungenügend!
- 1972: Die Vitrine (tv-film)
- 1975: Beschlossen und verkündet – Ehrenmänner (tv-serie)
- 1977: Klimbim (tv-serie)
- 1977: Der Schachzug (tv-film)
- 1978: Götz von Berlichingen mit der eisernen Hand
- 1978: Die erste Polka
- 1979: Aktion Abendsonne (tv-film)
- 1979: Der Schuft, der den Münchhausen schrieb (tv-film)
- 1981: Das Traumschiff (tv-serie)
- 1982: Gastspieldirektion Gold (tv-serie)
- 1983: Die goldenen Schuhe (meerdelige tv-serie)
- 1985: Der Stadtbrand (tv-film)
- 1986: Tatort: Das Archiv (tv-reeks)
- 1986: Wohin und zurück – Santa Fe (tv-film)
- 1986: Jakob und Adele, aflevering: Haus mit hellen Fenstern (tv-serie)
- 1987: Das Erbe der Guldenburgs (tv-serie)

- 1988: Rosinenbomber (tv-film)
- 1989: Pension Sonnenschein
- 1989: Reporter (tv-serie)
- 1990: Die große Freiheit (tv-serie)
- 1990: Das zweite Leben (tv-film)
- 1991: Haus am See
- 1991: Der Deal (tv-film)
- 1991: Der Tod kam als Freund (tv-film)
- 1991: Himmelsschlüssel (tv-film)
- 1991: Unsere Hagenbecks (tv-serie)
- 1992: Tücken des Alltags (tv-serie)
- 1993: Liebe ist Privatsache (tv-film)
- 1994: Auf immer und ewig (tv-serie)
- 1994: Cornelius hilft (tv-serie)
- 1995: Kommissar Rex – Bring mir den Kopf von Beethoven (tv-serie)
- 1995: Radetzkymarsch (meerdelige tv-serie)
- 1996: Spiel des Lebens – Ein Herz für Haindorf (tv-serie)
- 1999: Comeback für Freddy Baker (tv-film)
- 2002: Gebürtig
- 2002: Alles Samba (tv-film)
- 2003: In der Höhle der Löwin (tv-film)
- 2004: Der Bulle von Tölz – Krieg der Sterne (tv-serie)
- 2004: Der Bulle von Tölz – Der Tölzi
- 2004: Fliege hat Angst (tv-film)
- 2004: Tatort: Vorstadtballade
- 2006: Pfarrer Braun - Drei Särge und ein Baby (tv-serie)
- 2006: Die Hochzeit meiner Töchter
- 2007: Späte Aussicht (tv-film)
- 2008: Mamas Flitterwochen
- 2009: Der Mann aus der Pfalz
- 2009: Mein Kampf
- 2012: Alles außer Liebe (tv-film)

- Gemeinsame Normdatei: 128505524
- International Standard Name Identifier: 0000 0000 2177 6984
- Library of Congress Control Number: n78047475
- MusicBrainz: c713ffda-9848-46a2-84d9-ca187d3341d1
- Nederlandse Thesaurus van Auteursnamen: 074896687
- Réseau des bibliothèques de Suisse occidentale: 02-A026002839
- Virtual International Authority File: 67721921
- WorldCat: E39PBJx4pypDDChrqXmkB7PPcP